# Raionul Odesa
Raionul Odesa este un raion din regiunea Odesa din Ucraina, format în 2020. Reședință este orașul Odesa.

## Istorie
Raionul a fost creat în conformitate cu decizia Radei Supreme a Ucrainei № 807-IX din 17 iulie 2020. ÎÎn trecut teritoriul raionului făcea parte din raioanele Bileaivka, Ovidiopol (cu excepția hromadei Karolino-Bugaz), Lîmanskîi (cu excepția hromadei Kurisove).

## Organizare administrativă
Raionul este format din 22 de hromade.